# Robert Czerniawski
Robert Czerniawski – polski hydrobiolog i nauczyciel akademicki. Od 2024 dyrektor Instytutu Meteorologii i Gospodarki Wodnej - Państwowego Instytutu Badawczego.

## Życiorys
W 2001 ukończył studia na Wydziale Rybactwa Morskiego i Technologii Żywności na Akademii Rolniczej w Szczecinie (obecnie w strukturach Zachodniopomorskiego Uniwersytetu Technologicznego w Szczecinie). Specjalizuje się w badaniach nad ekologią wód płynących i stojących, ichtiologią, hydrobiologią oraz transportem materii organicznej w rzekach. Stopień doktora habilitowanego nauk biologicznych uzyskał na Wydziale Biologii Uniwersytetu Szczecińskiego.
Jest dyrektorem Instytutu Biologii i kierownikiem Katedry Hydrobiologii Uniwersytetu Szczecińskiego. W 2020 został powołany na stanowisko przewodniczącego rady naukowej Drawieńskiego Parku Narodowego. Od 2021 przewodniczący Rady Ochrony Przyrody przy Regionalnym Dyrektorze Ochrony Środowiska w Szczecinie. Od września 2022 wiceprezes Polskiego Towarzystwa Hydrobiologicznego. W styczniu 2024 został powołany przez ministra infrastruktury na stanowisko dyrektora Instytutu Meteorologii i Gospodarki Wodnej - Państwowego Instytutu Badawczego.